# Xestia palaestinensis
Xestia palaestinensis is een vlinder uit de familie uilen (Noctuidae). De wetenschappelijke naam is voor het eerst geldig gepubliceerd in 1897 door Kalchberg.
De soort komt voor in Europa.